# СИБИА (авиакомпания)

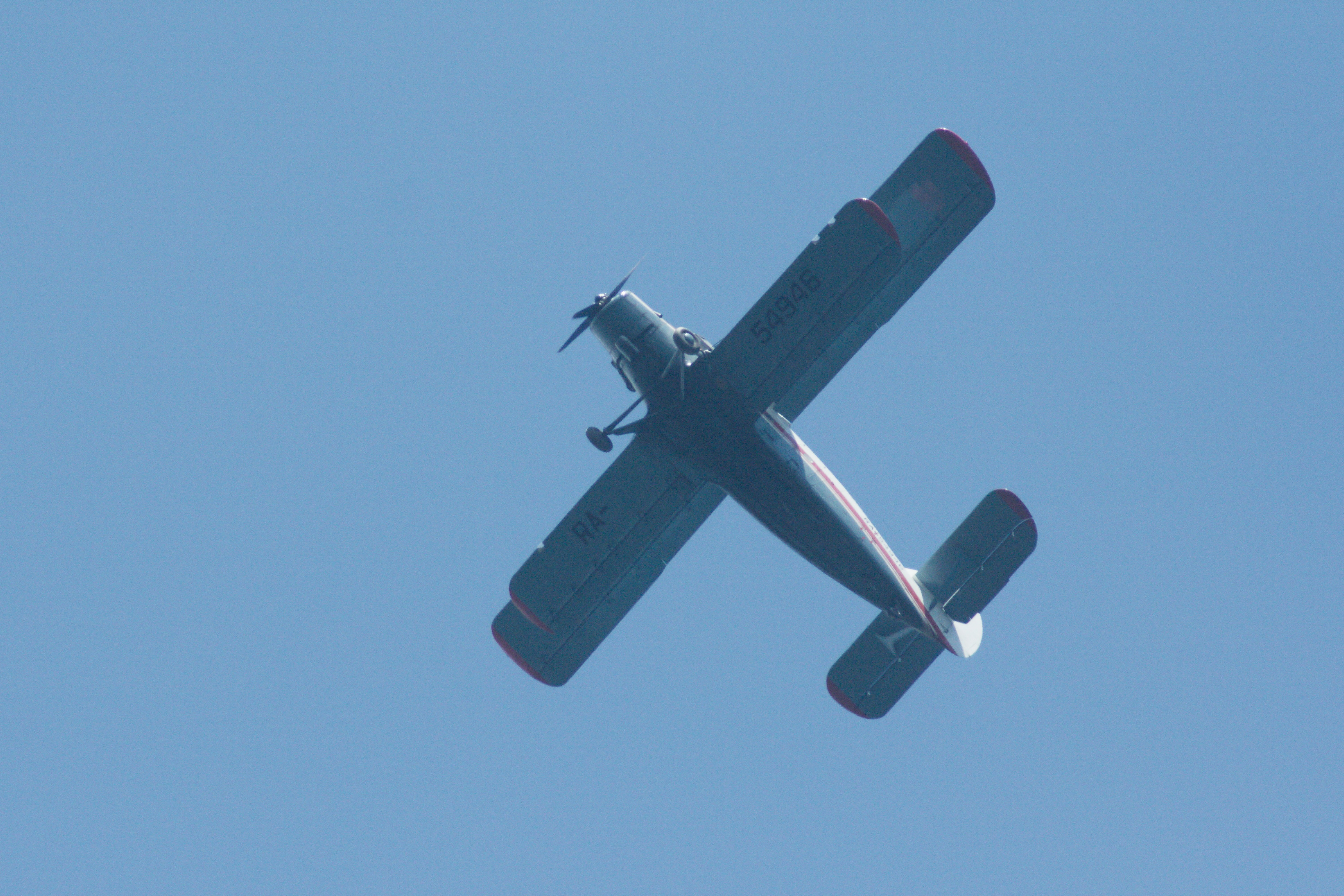
Ан-2 RA-54946

ООО «АК «СИБИА» — российская авиакомпания. Базируется в аэропортах Курган и Советский. Осуществляет авиационно-химические и лесоавиационные работы, воздушные съёмки, авиационные работы с целью оказания медицинской помощи, техническое обслуживание авиационной техники.

## История
Общество с ограниченной ответственностью «Авиакомпания «СИБИА» основано 27 ноября 1991 года на базе авиаэскадрильи воздушного судна Ан-2 курганского авиапредприятия. Авиакомпанию основал заместитель командира лётного отряда Геннадий Михайлович Широносов вместе с лётчиком Сергеем Михайловичем Захаровым. 5 декабря 1991 года был выполнен первый производственный полёт в составе нового предприятия.
В первые годы выполняли работу для санитарной авиации, осуществляли лесоавиационные и авиационно-химические работы, то есть занимались не коммерческими перевозками. Заказы, в основном, были в уральском регионе и Казахстане. Затем занимались пассажирскими перевозками в Нижневартовске, выполняли полёты в малонаселённые районы Тюменской области, перевозками грузов и почты в Ханты-Мансийском автономном округе.
В 1994 году взяли в аренду четыре вертолёта Ми-2, сертифицировали их, подготовили специалистов — лётчиков, техников.
До 2006 года «СИБИА» работала по заказам «Транснефти» и облетала трубопроводы на «Ан-2» в Курганской области. В последующие годы они укрупнили заказы и объединили все части нефтепровода в общий лот — от Самары до границы с Казахстаном. У «СИБИА» было недостаточно техники, и авиакомпания не участвовала в торгах.
В 2007 году у авиакомпании изменился учредитель. Им стал Васильев Олег Викторович, учредитель авиакомпании «ЧелАвиа».
В марте 2008 года Авиакомпания «СИБИА» купила самолёт Як-40. В июле 2012 года он был списан и в апреле 2013 года был передан в безвозмездное пользование ФГБОУ «Южно-Уральский государственный университет».
В 2008—2011 годах эксплуатировали арендованные вертолёты Robinson R44.
Много лет, до 2017 года, авиакомпания осуществляла поисково-спасательное обеспечение аэропортов Курган и Челябинск.
В рамках реализации Ведомственной целевой программы Департамента природных ресурсов и охраны окружающей среды Курганской области «Охрана лесов от пожаров на 2008—2010 годы» в лесах осуществлялось авиационное патрулирование на основании заключённого госконтракта с авиакомпанией «СИБИА». За 2008 год налёт составил 85 часов на сумму 1670 тыс. руб. За 2009 год налёт составил 54 часа на сумму 1,2 млн. руб. В 2010 году заключены 2 государственных контракта с  на сумму 2999,7 тыс. рублей. Авиапатрулирование производилось по установленному маршруту в дни с повышенной пожарной опасностью в соответствии с заключёнными госконтрактами. Налёт составил 409 часов.
В 2012 году освоен самолёт Tecnam P2006T. В апреле 2015 года авиакомпания прекратила эксплуатацию самолётов данного типа.
12 января 2015 года Росавиация приостанавливала действие сертификата эксплуатанта, но уже 6 марта 2015 года его восстановила.
20 апреля 2015 года у авиакомпании изменились учредители. Ими стали два гражданина Российской Федерации. По 50% владеют Максим Александрович Белоногов и Олег Александрович Шлепанов.
В 2015 году освоен самолёт Cessna 172.
В 2016 году осуществлялось авиационное патрулирование лесов Курганской области, выявлено 108 очагов возгорания площадью более 130 га. Также, авиакомпания занималась патрулированием в Ханты-Мансийском автономном округе и Республике Тыва.
В октябре 2016 года под предлогом проверки готовности к работе в осенне-зимний период 2016-2017 гг. комиссия Уральского МТУ Росавиации провела контрольно-надзорные мероприятия по соблюдению авиакомпанией воздушного законодательства, которые не входят в полномочия этого органа. Это функции Ространснадзора. 14 ноября 2016 года по надуманным доводам, было вынесено решение № 07-05-275 об аннулировании сертификата эксплуатанта № АР-15-10-004 на выполнение авиационных работ авиакомпании «СИБИА». В качестве нарушения воздушного законодательства и сертификационных требований указано назначение командирами лёгких воздушных судов в составе одночленного экипажа для выполнения авиаработ четверых частных пилотов. При этом комиссия не приняла во внимание факты, что к моменту назначения данные пилоты прошли в Казани обучение на класс эксплуатируемых самолётов, получили квалификационные отметки в пилотское удостоверение в Татарском МТУ Росавиации и право работать командирами воздушных судов. Приказом Уральского МТУ Росавиации от 25.11.2016 № 204 Решение Уральского МТУ Росавиации от 14.11.2016 № 07-05-275 признано недействительным. Приказом Уральского МТУ Росавиации от 25.11.2016 № 205 приостановлено действие сертификата эксплуатанта № АР-15-10-004 на выполнение авиационных работ.
Приказом Росавиации от 24.03.2017 № 233-П приостановлено действие Сертификата эксплуатанта № 99 на коммерческие воздушные перевозки. Приказом Росавиации от 20.02.2018 № 133-П сертификат на коммерческие воздушные перевозки № 99 аннулирован.
Сертификат эксплуатанта № АР-09-17-024 выдан Тюменским МТУ Росавиации 08.12.2017.
28 марта 2018 года изменились учредители. Ими стали ООО «Медиасервис» — 13,4 %; по 43,3 % владеют Максим Александрович Белоногов и Олег Александрович Шлепанов.
Авиакомпания в основном работает в Ханты-Мансийском автономном округе, а также в Курганской, Свердловской и Тюменской областях, бывают заказы из других регионов.

## Авиационный учебный центр
В апреле 2016 года авиакомпания «СИБИА» получила лицензию на осуществление образовательной деятельности.
15 июля 2016 года прошёл процедуру сертификации Авиационный учебный центр «СИБИА-ТРЕЙНИНГ». Выдан Сертификат № 240 сроком действовия с 15.07.2016 по 14.07.2017.
15 августа 2016 года состоялось торжественное открытие АУЦ «СИБИА-ТРЕЙНИНГ».
Деятельность центра направлена на первоначальную подготовку и переподготовку частных пилотов, а также лётчиков-наблюдателей на класс самолёта «сухопутный, с одним двигателем». В центре оборудованы 5 аудиторий на 18 посадочных мест каждый, все классы оснащены современной мультимедийной аппаратурой.

## Флот
Основу воздушного флота авиакомпании «СИБИА» составляют самолёты Ан-2.
В авиакомпании «СИБИА» эксплуатировались и обслуживались вертолёты Ми-2 и Robinson R44, самолёты Як-40 и Tecnam P2006T.
В феврале 2013 года у авиакомпании было семь самолётов Ан-2 и один Tecnam P2006T.
В 2015 году освоен самолёт Cessna 172. В октябре 2015 года взят в аренду единичный экземпляр воздушного судна C172R-02.
По состоянию на 26 сентября 2022 года общество с ограниченной ответственностью «АВИАКОМПАНИЯ «СИБИА» имеет сертификат эксплуатанта № АР-30 от 23.06.2021 для осуществления авиационных работ
| Тип воздушного судна | Количество                              | Количество                              | Количество                       |
| -------------------- | --------------------------------------- | --------------------------------------- | -------------------------------- |
| Тип воздушного судна | Сертификат № АР-09-17-024 от 08.12.2017 | Сертификат № АР-09-17-024 от 08.12.2017 | Сертификат № АР-30 от 23.06.2021 |
| Тип воздушного судна | 15.10.2018                              | 04.12.2019                              | 26.09.2022                       |
| Ан-2                 | 4                                       | 1                                       | 7                                |
| Cessna 172N          | —                                       | —                                       | 1                                |
| Cessna 172R          | —                                       | —                                       | 2                                |
| C172 R-01            | 1                                       | —                                       | —                                |
| C172 R-07            | 1                                       | —                                       | —                                |

## Авиационные  инциденты и происшествия

### Авария Ан-2 в 1995 году
16 июля 1995 года самолёт Ан-2 (государственный регистрационный опознавательный знак RA-81506, заводской номер 1G208-06) выполнял авиационно-химические работы в районе п. Зелёный Лог Колташевского сельсовета Кетовского района Курганской области. Полёт выполнял экипаж, в состав которого входили Валерий Соколов и Дмитрий Орлов. После окончания работы, во время следования на оперативную посадочную площадку в районе с. Пичугино Пичугинского сельсовета Варгашинского района Курганской области, произошёл отказ двигателя (по другим данным произошло непреднамеренное выключение двигателя путём перемещения рычага стоп-крана на себя в полёте одним из членов экипажа). При выполнении аварийной посадки на площадку, подобранную с воздуха, самолёт столкнулся нижними плоскостями с деревянными столбами телефонной связи и закончил движение по земле на нижней части фюзеляжа. В результате вынужденной посадки в районе с. Колташево командир воздушного судна получил лёгкие телесные повреждения, второй пилот не пострадал. Ремонт самолёта признан экономически нецелесообразным.

### Угон самолёта Ан-2
Самолёт Ан-2 ООО «Авиакомпания «СИБИА» летом 2002 года обрабатывал лесные угодья инсектицидами согласно договору с Верхнеуральским лесничеством Нагайбакского района Челябинской области. Перед подготовкой к очередному вылету 28 июня 2002 года на взлётную полосу около посёлка Южный ворвалась компания несовершеннолетних из 5 молодых людей и 2 девушек (по другим данным 7 молодых людей и 3 девушек), которые, находясь в состоянии алкогольного опьянения, угрожая металлическими предметами, заставили пилотов взять их на борт и взлететь. Некоторое время (около 10 минут) самолёт летал над посёлком, а на земле угонщиков уже ждал наряд милиции. В отношении подростков районная прокуратура возбудила уголовное дело по факту угона воздушного судна (ст. 211 УК РФ).
Посёлок Южный находится недалеко от места дислокации Карталинской дивизии ракетных войск стратегического назначения, и военные могли в любой момент сбить самолёт-нарушитель в секретном районе.
Следствие по угону Ан-2 RA-35032 длилось почти год. Челябинский областной суд приговорил двух зачинщиков Сергея Нигиматова и Павла Медведева к трём годам лишения свободы с отбыванием наказания в колонии строгого режима.

### Авария Ан-2 в 2012 году
10 января 2012 года самолёт Ан-2 (государственный регистрационный опознавательный знак RA-01491, заводской номер 1G232-25) выполнял пассажирский рейс из села Корлики Нижневартовского района Ханты-Мансийского автономного округа — Югры в город Мегион. Примерно в 13 часов на борту самолёта Ан-2 сработал датчик падения давления масла. Экипаж доложил на землю о падении уровня масла, после чего произвёл вынужденную посадку на замёрзшем болоте, в 45 километрах от посёлка Ларьяк. На борту находилось 2 члена экипажа и 10 пассажиров. Приземление прошло успешно. К 16 часам они были доставлены на вертолёте ОАО «Нижневартовскавиа» с места происшествия в город Нижневартовск. Никто из них не нуждался в медицинской помощи. Самолёт был отремонтирован.

## Санкции
Указом Президента Украины от 19 октября 2022 года № 726/2022 введены санкции сроком на 5 лет против авиакомпании и против заместителя генерального директора по организации лётной работы — шеф пилота авиакомпании Тюнина Андрея Николаевича.

## Адрес
- ООО «АК «СИБИА»: 625002, Тюменская область, город Тюмень, ул. Герцена, д. 72, стр. 1, офис 502
- АУЦ «СИБИА-ТРЕЙНИНГ»: 640007, Курганская область, город Курган, просп. Машиностроителей, 33а

## Руководители
- 1991—2016 — Геннадий Михайлович Широносов
- 15.11.2016—2019 — Виктор Владимирович Аникеев
- и. о. 06.12.2019—2020 — Ренат Зиннюрович Балбеков
- и. о. 08.12.2020—2022 — Олег Леонидович Лачинов
- и. о. с 02.11.2022 — Илья Сергеевич Бабенко

## Фотографии самолётов авиакомпании
- Профиль авиакомпании на сайте russianplanes.net
- Профиль авиакомпании на сайте onespotter.com
- Профиль авиакомпании на сайте airplane-pictures.net
- Марина Лысцева fotografersha. Споттинг в Кургане
- Сергей Мартиросян aviator_ru. Прелести споттинга в аэропортах малой интенсивности
- Ан-2 RA-40487 УТП в Кургане 04.04.2013